# SP Funk
SP Funk é um grupo brasileiro de rap e hip hop, formado em 1995 na cidade de São Paulo. Até o momento, lançou dois álbuns de estúdio.

## Carreira
O SP Funk iniciou suas atividades em 1995, quando Primo Preto (produtor musical) e Mr. Bomba decidiram criar uma banda de rap para tocar nas festas e baladas da região. Primo Preto deixou logo no ano seguinte o grupo para se tornar VJ da MTV, sendo substituído por dois rappers: Maionese e Tio Fresh, então DJ e vocal do MRN (Movimento e Ritmo Negro). Acompanhado dos dois, veio DJ Negralha, que posteriormente foi contratado pela banda de rapcore O Rappa. Depois de um tempo sem um disc jockey, o SP Funk trouxe DJ Qap, que permanece na atual formação do grupo. Mr. Bomba explica o posicionamento não-gangsta do grupo: "O crime alastrou na sociedade, está cada vez alistando mais gente na rua, recrutando mais moleque novo e eles escutam o quê? Escutam rap. Vão aonde, vão em show de rap. Aí tem acertos de conta, treta, tiro... Episódios como a morte do Sabotage. Temos que valorizar um pessoal mais da paz."
O grupo foi apadrinhado por Thaíde e DJ Hum no ano de 1997 na coletânea da gravadora Trama chamada Rima Forte, com a faixa "Fúria de Titãs". Quatro anos depois, em setembro de 2001, foi lançado o primeiro álbum de estúdio do SP Funk, intitulado O Lado B do Hip-Hop, que contou com participação de artistas como Thaíde e Hum, Z'África Brasil, Sabotage e RZO, além de impulsionar a carreira do rapper Xis. Este álbum - que vendeu 30 mil cópias - impulsionou a carreira do SP Funk, que então realizou shows para diversos artistas consagrados, como os americanos Ja Rule e Snoop Dogg. Com um enfraquecimento nos shows ao passar dos anos, o SP Funk se viu obrigado a lançar um outro álbum para continuar com o sucesso. Tá pra Nóiz, do final de 2006, propõe a integração do rap a cultura brasileira. Teve a participação de artistas como Mr. Catra, Lino Crizz, Negra Li e o baixista de Jorge Ben Jor e produção de DJ Hum.

## Discografia
- O Lado B do Hip-Hop (2001)
- Tá Pra Nóiz (2006)